# Enrico Feroci

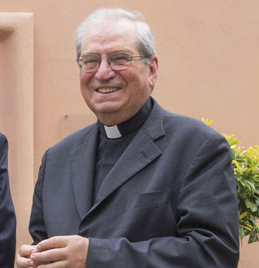
Enrico Feroci (2017)

Kardinalswappen von Enrico Feroci

Enrico Kardinal Feroci (* 27. August 1940 in Pizzoli, Provinz L’Aquila) ist ein italienischer römisch-katholischer Geistlicher, Erzbischof und Kardinal.

## Leben
Enrico Feroci trat im Alter von elf Jahren in das Pontificio Seminario Romano Minore in Rom ein. Anschließend studierte Feroci Philosophie und Katholische Theologie am Päpstlichen Römischen Priesterseminar. Er empfing am 1. März 1965 das Sakrament der Priesterweihe für das Bistum Rom.
Nach der Priesterweihe war Enrico Feroci zunächst als Assistent am Pontificio Seminario Romano Minore (1965) und am Päpstlichen Römischen Priesterseminar (1966–1968) tätig, bevor er Vizerektor des Pontificio Seminario Romano Minore wurde. Von 1976 bis 1980 war Feroci Pfarrvikar und von 1980 bis 2004 Pfarrer der Pfarrei San Frumenzio ai Prati Fiscali. In dieser Zeit war er zudem Präfekt der Prefettura IX des Bistums Rom sowie Mitglied des Rates der Präfekten, des Priesterrates, des Vermögensverwaltungsrats und des Konsultorenkollegiums. Papst Johannes Paul II. verlieh ihm am 13. Oktober 1995 den Ehrentitel Päpstlicher Ehrenkaplan.
Von 1. Juli 2004 bis 1. September 2009 war Enrico Feroci als Pfarrer der Pfarrei Sant’Ippolito a piazzale delle Province tätig, bevor ihn der Kardinalvikar des Bistums Rom zum Diözesancaritasdirektor berief. In dieser Funktion war Feroci Präsident der Stiftungen Caritas Roma und Salus Popoli Romani sowie Vorstand der Cooperativa Roma Solidarietà. Zudem war er Konsultor des Päpstlichen Rates der Seelsorge für die Migranten und Menschen unterwegs. Am 10. November 2017 ernannte ihn der Kardinalvikar zum Präsidenten der Associazione Pubblica Clericale degli Oblati Figli della Madonna del Divino Amore und zum Rektor des Santuario della Madonna del Divino Amore sowie am 1. September 2018 zudem zum Regens des Priesterseminars Madonna del Divino Amore. Seit 1. September 2019 ist Feroci zusätzlich Pfarrer der Pfarrei Santa Maria del Divino Amore in Castel di Leva. Daneben ist Enrico Feroci Kanoniker und Kämmerer an der Lateranbasilika.
Am 25. Oktober 2020 gab Papst Franziskus bekannt, ihn im Konsistorium vom 28. November 2020 in das Kardinalskollegium aufnehmen zu wollen, und ernannte ihn am 30. Oktober desselben Jahres zum Titularerzbischof von Cures Sabinorum. Der Kardinalvikar des Bistums Rom, Angelo De Donatis, spendete ihm 15. November desselben Jahres im Santuario della Madonna del Divino Amore in Castel di Leva die Bischofsweihe; Mitkonsekratoren waren der emeritierte Präsident des Päpstlichen Rates für die sozialen Kommunikationsmittel, Kurienerzbischof Claudio Maria Celli, und der Bischof von Velletri-Segni, Vincenzo Apicella. Im Konsistorium vom 28. November 2020 nahm ihn Papst Franziskus als Kardinaldiakon mit der Titeldiakonie Santa Maria del Divino Amore a Castel di Leva in das Kardinalskollegium auf. Mit Feroci ist zum ersten Mal seit vielen Jahrhunderten wieder ein Pfarrer einer Titelkirche auch Kardinal mit dem Titel derselben Kirche, wie es in der Antike der Fall war, als die Kardinäle Priester bestimmter römischer Kirchen waren. Die kanonische Besitzergreifung seiner Titelkirche fand am 24. Mai 2021 statt.
Wegen seines Alters ist er nicht berechtigt, an einer Papstwahl teilzunehmen.